# Gino Peruzzi
Gino Peruzzi Lucchetti (Corral de Bustos, Argentina, 9 de junio de 1992) es un futbolista argentino. Juega como lateral derecho y su equipo actual es Club Atlético San Miguel de la Primera Nacional, segunda división del fútbol argentino.

## Trayectoria

### Vélez Sarsfield
Desde temprana edad se apasionó por el fútbol en las canchas del Club Atlético Social Corralense. 
En 2006, fue citado por el Club Vélez Sarsfield, para realizar sus prácticas en Buenos Aires pero no se presentó por decisión de sus padres, por ser menor de edad.
El mismo año, nace El Deportivo, una alianza deportiva de la ciudad, formada por Hermes Desio y Oscar Ruggeri, que tomó a jóvenes de ambos equipos locales (Corralense y Sporting Club) y de la zona, para llevarlos de prueba a grandes equipos de la Capital. Vélez Sársfield, se contacta con Desio para que Peruzzi se presente en su institución, comenzando en enero de 2007. En 2010 es ascendido al plantel profesional del club.
En abril de 2011 viaja a Europa donde junto a juveniles de Vélez Sársfield, participa del Torneo Internacional de Fútbol en Suiza. La gira se completa en Italia con varios encuentros programados; entre otros, un partido con el Milan.

### Catania
Desde 2013 hasta principios de 2015 jugó en Catania de la Serie B.

### Boca Juniors
El 18 de enero de 2015 se convierte en el quinto refuerzo xeneize. El 27 de septiembre de 2015 convirtió su primer gol ante Banfield, por la fecha 26 del Torneo de Primera División 2015.
El 1 de noviembre, Peruzzi se consagró campeón del Torneo de Primera División con Boca Juniors, luego de sarcarle el puesto a Leandro Marin fue titular indiscutido como lateral derecho y un jugador muy importante a lo largo del torneo.
El 18 de septiembre de 2016 marca su segundo gol en la institución xeneize en un partido frente a Godoy Cruz correspondiente a la fecha tres del Campeonato de Primera División 2016-17 dicho partido termina igualado 1 a 1. Volvería a marcar el 29 de octubre en la octava fecha haciendo el primero de los cuatro que haría Boca frente al Club Atlético Temperley. Vuelve a marcar el 9 de abril de 2017 en la fecha diecinueve del Campeonato de Primera División 2016-17 marcando el 2 a 0 contra su ex club Club Atlético Vélez Sarsfield terminando ganando 3 a 1 de visitante.
En los primeros días de febrero de 2018, diversos medios de las dos orillas del Río de la Plata dan como posible el fichaje de Peruzzi por Nacional, luego de que el técnico de Boca Juniors Guillermo Barros Schelotto le comunicara al jugador que no entrará en sus planes para la temporada.

### Nacional
Finalmente, a poco de cerrar el mercado de pases, Peruzzi desembarcó en Nacional de Uruguay en calidad de cedido por seis meses. Fue su segundo club en el extranjero en el que jugó.

### San Lorenzo
En enero de 2019, retornó al fútbol argentino. En esta ocasión, San Lorenzo se hizo dueño del 80% del pase del jugador por la suma de 800 mil dólares, firmando contrato hasta junio de 2022.

### Alianza Lima
Su tercera experiencia en el fútbol internacional se oficializó en julio de 2022 al ser contratado por Alianza Lima de Perú,

### FC Telavi
Luego de 10 años en el fútbol sudamericano, en febrero de 2024 se anuncia su fichaje como jugador libre por el FC Telavi de la Primera división de Georgia.

### Atlético Tucumán
En julio de 2024 anuncia su llegada a Atlético Tucumán. El día 29 de julio realizó su debut con un gol ante Huracán.

## Selección nacional

### Selección Argentina Sub-20
El 28 de abril de 2011, seleccionaron a Peruzzi para la selección sub-20 de Argentina de cara al Mundial de Colombia. Finalmente, Gino no fue tenido en cuenta para disputar la Copa del Mundo.

### Selección Argentina
Fue convocado en agosto de 2012 por Alejandro Sabella, entrenador de la Selección Argentina para disputar el Superclásico de las Américas de 2012 contra Brasil. El miércoles 19 de septiembre de 2012 disputó su primer partido con la selección nacional.
Luego, en marzo de 2013 fue convocado para enfrentar a las selecciones nacionales de Venezuela y Bolivia por las Eliminatorias al Mundial de Brasil 2014.
Después, en junio de 2013, fue convocado para enfrentar a Colombia como suplente, y días más tarde jugaría como titular en el partido contra Ecuador que terminaría 1-1.

## Estadísticas

### Clubes
Actualizado al último partido disputado el 9 de noviembre de 2023.
| Vélez Sarsfield Argentina                                                                     | 1.ª           | 2011-12       | 10  | 0  | 1  | 2  | 0 | 0 | 4  | 0 | 0 | 16  | 0  | 1  |
| Vélez Sarsfield Argentina                                                                     | 1.ª           | 2012-13       | 24  | 2  | 0  | 1  | 0 | 0 | 6  | 0 | 0 | 31  | 2  | 0  |
| Vélez Sarsfield Argentina                                                                     | Total club    | Total club    | 34  | 2  | 1  | 3  | 0 | 0 | 10 | 0 | 0 | 47  | 2  | 1  |
| Calcio Catania · Italia                                                                       | 1.ª           | 2013-14       | 22  | 1  | 1  | 1  | 0 | 0 | —  | — | — | 23  | 1  | 1  |
| Calcio Catania · Italia                                                                       | 2.ª           | 2014-15       | 11  | 0  | 0  | 1  | 0 | 0 | —  | — | — | 12  | 0  | 0  |
| Calcio Catania · Italia                                                                       | Total club    | Total club    | 33  | 1  | 1  | 2  | 0 | 0 | 0  | 0 | 0 | 35  | 1  | 1  |
| Boca Juniors Argentina                                                                        | 1.ª           | 2015          | 22  | 1  | 0  | 5  | 0 | 0 | 1  | 0 | 0 | 28  | 1  | 0  |
| Boca Juniors Argentina                                                                        | 1.ª           | 2016          | 3   | 0  | 0  | 1  | 0 | 0 | 6  | 0 | 0 | 10  | 0  | 0  |
| Boca Juniors Argentina                                                                        | 1.ª           | 2016-17       | 26  | 3  | 3  | 4  | 0 | 0 | —  | — | — | 30  | 3  | 3  |
| Boca Juniors Argentina                                                                        | 1.ª           | 2017-18       | 6   | 0  | 0  | 1  | 0 | 0 | —  | — | — | 7   | 0  | 0  |
| Boca Juniors Argentina                                                                        | 1.ª           | 2018-19       | 3   | 0  | 0  | —  | — | — | —  | — | — | 3   | 0  | 0  |
| Boca Juniors Argentina                                                                        | Total club    | Total club    | 60  | 4  | 3  | 11 | 0 | 0 | 7  | 0 | 0 | 78  | 4  | 3  |
| Nacional · Uruguay                                                                            | 1.ª           | 2018          | 11  | 0  | 0  | —  | — | — | 4  | 0 | 0 | 15  | 0  | 0  |
| Nacional · Uruguay                                                                            | Total club    | Total club    | 11  | 0  | 0  | 0  | 0 | 0 | 4  | 0 | 0 | 15  | 0  | 0  |
| San Lorenzo Argentina                                                                         | 1.ª           | 2019          | 11  | 1  | 0  | —  | — | — | 3  | 0 | 0 | 14  | 1  | 0  |
| San Lorenzo Argentina                                                                         | 1.ª           | 2020          | 4   | 0  | 0  | 4  | 0 | 0 | —  | — | — | 8   | 0  | 0  |
| San Lorenzo Argentina                                                                         | 1.ª           | 2021          | 17  | 1  | 1  | 10 | 0 | 1 | 5  | 0 | 0 | 32  | 1  | 2  |
| San Lorenzo Argentina                                                                         | 1.ª           | 2022          | 1   | 0  | 0  | 6  | 0 | 0 | —  | — | — | 7   | 0  | 0  |
| San Lorenzo Argentina                                                                         | Total club    | Total club    | 33  | 2  | 1  | 20 | 0 | 1 | 8  | 0 | 0 | 61  | 2  | 2  |
| Alianza Lima · Perú                                                                           | 1.ª           | 2022          | 18  | 1  | 4  | —  | — | — | —  | — | — | 18  | 1  | 4  |
| Alianza Lima · Perú                                                                           | 1.ª           | 2023          | 23  | 1  | 2  | 0  | 0 | 0 | 2  | 0 | 0 | 25  | 1  | 2  |
| Alianza Lima · Perú                                                                           | Total club    | Total club    | 41  | 2  | 6  | 0  | 0 | 0 | 2  | 0 | 0 | 43  | 2  | 6  |
| Total carrera                                                                                 | Total carrera | Total carrera | 212 | 11 | 12 | 36 | 0 | 1 | 31 | 0 | 0 | 279 | 11 | 13 |
| (1) Incluye Copa Argentina, Supercopa Argentina y Copa Italia. (2) Incluye Copa Libertadores. |               |               |     |    |    |    |   |   |    |   |   |     |    |    |

### Selección Argentina
Actualizado el 17 de noviembre de 2015
| Selección | Año   | Amistoso | Amistoso | Eliminatorias | Eliminatorias | Total | Total |
| Selección | Año   | Part.    | Goles    | Part.         | Goles         | Part. | Goles |
| --------- | ----- | -------- | -------- | ------------- | ------------- | ----- | ----- |
| Argentina | 2012  | 2        | 0        | 0             | 0             | 2     | 0     |
| Argentina | 2013  | 0        | 0        | 2             | 0             | 2     | 0     |
| Argentina | 2015  | 0        | 0        | 1             | 0             | 1     | 0     |
| Total     | Total | 2        | 0        | 3             | 0             | 5     | 0     |

### Resumen estadístico
|                         | Encuentros | Goles |
| ----------------------- | ---------- | ----- |
| Liga                    | 212        | 11    |
| Copas nacionales        | 36         | 0     |
| Torneos internacionales | 31         | 0     |
| Selección Argentina     | 5          | 0     |
| Total                   | 284        | 11    |

## Palmarés

### Campeonatos nacionales
| Título           | Equipo          | País      | Año     |
| ---------------- | --------------- | --------- | ------- |
| Primera División | Vélez Sarsfield | Argentina | I-2012  |
| Primera División | Vélez Sarsfield | Argentina | 2012-13 |
| Primera División | Boca Juniors    | Argentina | 2015    |
| Copa Argentina   | Boca Juniors    | Argentina | 2015    |
| Primera División | Boca Juniors    | Argentina | 2016-17 |
| Primera División | Boca Juniors    | Argentina | 2017-18 |
| Torneo Apertura  | Nacional        | Uruguay   | 2018    |
| Torneo Clausura  | Alianza Lima    | Perú      | 2022    |
| Liga 1           | Alianza Lima    | Perú      | 2022    |
| Torneo Apertura  | Alianza Lima    | Perú      | 2023    |